# Hoya recurvula
Hoya recurvula är en oleanderväxtart. Hoya recurvula ingår i släktet Hoya och familjen oleanderväxter.

## Underarter
Arten delas in i följande underarter:
- H. r. bokorensis
- H. r. recurvula